# 井上豪
井上 豪（いのうえ たけし、1977年6月14日 - ）は、日本の元俳優、元子役。本名は同じ。
埼玉県出身。東映児童研修所に所属していた。
テレビドラマ『ロングバケーション』などに出演した俳優・井上 豪（いのうえ つよし・のちに井上 豪士に改名、1974年3月27日 - ）とは別人である。

## 出演作品

### テレビドラマ
- 超獣戦隊ライブマン（1988年、テレビ朝日）
  - 第19話「ガリ勉坊やオブラー」 - ボルトバイブルを読む少年
  - 第25話「鶴ヶ城の8大頭脳獣!」 - マモル
  - 第31話「ママ! 寄生怪物の叫び」 - ペガベビー(スーツアクター)
- 火曜サスペンス劇場「浅見光彦ミステリー 美濃路殺人事件」（1988年、日本テレビ）
- 仮面ライダーBLACK RX（1988年 - 1989年、MBS）[2] - 佐原茂
- 高速戦隊ターボレンジャー 第45話「超マジック少年」（1990年、テレビ朝日） - シロウ
- 地球戦隊ファイブマン 第3話「挑戦!銀河の虎」（1990年、テレビ朝日） - タケシ
- 特警ウインスペクター 第43話「爆弾になった少年」（1990年、テレビ朝日） - 今泉文彦
- こどもパビリオン「キッドストリート2 ホールドアップ 手をあげろ」[2]（1990年、NHK）

### 映画
- はいからさんが通る（1987年）[2]